# Дама са псетанцетом
„Дама са псетанцетом“ (рус. Дама с собачкой) приповетка је руског књижевника Антоана Павловича Чехова, објављена у децембарском броју часописа „Руска мисао” 1899. Сматра се једном од најбољих и најпознатијих приповедака из његовог опуса. Заплет започиње доласком несрећно удате Ане Сергејевне у Јалту, где јој други гости додељују име „Дама са псетанцетом”. Ана убрзо упознаје ожењеног банкара Дмитрија Гурова, са којим се упушта у ванбрачну аферу.
Приповетка је написана 1898, приликом пишчевог боравка у Јалти, где је одсео по савету лекара, не би ли му топла клима помогла при заустављању узнапредовале туберкулозе. Брижљиви стил, меланхолични тон и непостојање обрта у заплету, нити разрешења судбине јунака на крају, учиниле су „Даму са псетанцетом” једном од најутицајнијих прича у светској књижевности и миљеницом књижевне критике. Владимир Набоков ју је сматрао једном од најбољих приповедака свих времена.
„Дама са псетанцетом” послужила је као предложак за неколико позоришних представа. Успешно је адаптирана у истоимени филм у режији Јосифа Хејфица из 1960. Такође, заједно са још три приповетке Чехова послужила је Никити Михалкову за писање сценарија за филм „Црне очи” из 1987.

## Радња
Ожењени средовечни банкар Дмитри Гуров на свом одмору у Јалти упознаје Ану Сергејевну, удату младу жену. Обоје су дубоко несрећни у браку. Недељу дана након упознавања започињу прељубничку везу. Гуров је велики женскарош, те му прељубе нису стране, док је Ани ово прва афера. Када се одмор завршио, Дмитри се враћа у Москву, а Ана свом мужу у градић С. Јунак не може да заборави своју љубавницу и не може да се поново уживи у московску свакодневницу. Одлучује да оде у С. и да посети Ану. Након неколико покушаја да је сусретне, успева да се са њом састане у локалном позоришту, где јој изјављује љубав. Ана му обећава да ће доћи у Москву да га посети. Приповедање се убрзава и читалац је упознат са тиме да се Ана и Дмитри редовно састају по хотелима, уз велику наду, али без много изгреда да ће успети да остваре своју љубав ван тајних сусрета између четири зида хотелских соба.